# Моралеха-де-Енмедіо
Моралеха-де-Енмедіо (ісп. Moraleja de Enmedio) — муніципалітет в Іспанії, у складі автономної спільноти Мадрид. Населення — 4852 особи (2010).
Муніципалітет розташований на відстані близько 21 км на південний захід від Мадрида.
На території муніципалітету розташовані такі населені пункти: (дані про населення за 2010 рік)
- Лас-Колінас: 309 осіб
- Моралеха-де-Енмедіо: 4543 особи

## Демографія
Динаміка населення (INE ):

## Галерея зображень

Розташування муніципалітету у автономній спільноті Мадрид